# Kelasuri (Ajalsopeli)
Kelasuri (en georgiano: კელასური) o Kalashur (en abjasio: Кьалашәыр) es una aldea que pertenece a la parcialmente reconocida República de Abjasia, parte del distrito de Sujumi, aunque de iure pertenece al municipio de Sojumi de la República Autónoma de Abjasia de Georgia.

## Geografía
Kelasuri se encuentra en la margen derecha del río Kelasuri, a 5 km de Sujumi. Las aldea se administra desde el pueblo de Dziguta.  

## Historia
Kelasuri se fundó en 1818 y los armenios llegaron de Trebisonda y sus pueblos circundantes en 1898.

## Demografía
La evolución demográfica de Kelasuri entre 1959 y 1989 fue la siguiente:
| 1056                                                | 254 |
| (Fuente: Population of Abkhazia since Soviet times) |     |

Antes de la guerra de Abjasia, la mayoría de la población local eran georgianos y también había minorías de armenios.

## Economía
Los habitantes se dedican al cultivo de tabaco, maíz, té y cítricos, a la horticultura, al cultivo de hortalizas y a la producción lechera.  

## Infraestructura

### Educación
El pueblo tenía una escuela primaria armenia.